# Charly (strip)
Charly is een Belgische stripreeks met Denis Lapière als schrijver en Magda als tekenaar. De strip verscheen voor het eerst in april 1990 in stripblad Spirou en het jaar daarop volgde de eerste albumuitgave. Tekenaar Magda werd aan scenarist Lapière voorgesteld door Olivier Wozniak, die met Lapière aan de strip Alice en Leopold werkte.
Charly is een jongen van zes uit Parijs die een miniatuur ruimtetuig als cadeau krijgt van zijn ouders. Dit ruimtetuig blijkt te beschikken over speciale krachten en elimineert iedereen die Charly kwaad wil. De reeks bevat fantastische elementen maar de psychologie van de personages is even belangrijk. In de eerste zeven verhalen werd Charly geleidelijk aan ouder en kreeg hij onder andere de dood van zijn vader te verwerken. In het achtste verhaal, Vuurogen werd een sprong in de tijd gemaakt en is Charly een adolescent geworden. De toon van de reeks werd geleidelijk ook volwassener met meer geweld. Dit leidde ertoe dat enkele afleveringen van de reeks niet meer voorgepubliceerd werden in Spirou, dat gericht was op een jonger publiek, en direct in album verschenen.

## Albums
Alle albums zijn geschreven door Denis Lapière, getekend door Magda Seron en verschenen bij uitgeverij Dupuis.
| Nummer | Titel                          |
| ------ | ------------------------------ |
| 1      | Duivels speelgoed              |
| 2      | Het verloren eiland            |
| 3      | Dreigende bliksem              |
| 4      | De valstrik                    |
| 5      | Nachtmerries                   |
| 6      | De moordenaar                  |
| 7      | De onschuld                    |
| 8      | Vuurogen                       |
| 9      | Berichten uit vervlogen tijden |
| 10     | Engel                          |
| 11     | Een eeuwig leven               |
| 12     | Moordenaar!                    |
| 13     | Een hel op aarde               |